# Клегг, Уильям (футболист)
Сэр Уильям Эдвин Клегг (англ. Sir William Edwin Clegg; 21 апреля 1852 — 22 августа 1932) — английский футболист, адвокат и политик. Выступал за футбольные клубы «Уэнсдей», «Персеверанс» и «Шеффилд Альбион», а также за национальную сборную Англии. Лорд-мэр Шеффилда (1893—1899).

## Футбольная карьера
Родился в Шеффилде в семье Уильяма Джонсона Клегга и Мэри Клегг. У него было пятеро братьев и сестёр. Его отец был солиситором, основал фирму Clegg & Sons и трижды избирался лордом-мэром Шеффилда. Старший брат Уильяма Джон Чарльз Клегг был футболистом, а впоследствии и футбольным администратором. Братья вместе выступали за футбольный клуб «Уэнсдей» из Шеффилда. Старший брат Уильяма сыграл в первом официально признанном матче национальных сборных в составе сборной Англии против сборной Шотландии 30 ноября 1872 года, а в следующем году за сборную Англии сыграл и Уильям (также против сборной Шотландии, в котором англичане победили со счётом 4:2). Таким образом, Клегги стали первыми братьями, сыгравшими за футбольную сборную Англии. 18 января 1879 года Уильям провёл свой второй матч за сборную Англии — на этот раз против сборной Уэльса (победа Англии со счётом 2:1). Чарльз Олкок в «Футбольном ежедневнике» 1875 года так описал Уильяма Клегга: «надёжный удар, хороший хавбек». Помимо «Уэнсдей» Клегг играл за клубы «Персеверанс» и «Шеффилд Альбион». В 1880 году завершил игровую карьеру из-за травмы.
Впоследствии работал в качестве футбольного администратора, был президентом клуба «Уэнсдей» и вице-президентом футбольной ассоциации Шеффилда и Халламшира.

## Адвокатская карьера
Работал солиситором. Самым известным его делом стала неудачная защита известного преступника Чарльза Писа (в итоге Писа приговорили к смертной казни через повешение).

## Политическая карьера
После ухода из футбола Клегг начал успешную политическую карьеру. Он был лордом-мэром Шеффилда с 1893 по 1899 год. Его называли «некоронованным королём Шеффилда». В 1906 году он был посвящён в рыцари.
Клегг был лидером группы либералов в городском совете Шеффилда с 1895 года. Был противником социализма и лейбористов. С 1909 года тесно сотрудничал c Консервативной партией, в 1920 году консерваторы и либералы образовали Ассоциацию граждан (англ. Citizens' Association), а Клегг стал её лидером. Он продвигал идеи снижения налогов за счёт сокращения услуг и увеличения долгов, был оппонентом политики Дэвида Ллойд Джорджа. В 1926 году Ассоциация проиграла выборы лейбористам, после чего Клегг потерял своё кресло олдермена .
После ухода из городского совета Шеффилда Клегг занимался социальной и филантропской работой. Он также был проректором Шеффилдского университета и председателем образовательного комитета Шеффилда.